# Escocia en la Copa Mundial de Rugby de 1995
El XV del Cardo fue una de las 20 naciones participantes de la Copa Mundial de Rugby de 1995 que se realizó en Sudáfrica.
La tercera participación escocesa, última durante la era aficionada, ilusionaba debido a la performance anterior y la última aventura de esa generación. No obstante, el triunfo sobre Francia en el grupo para evitar así el cruce ante los All Blacks en cuartos no se dio.

## Plantel

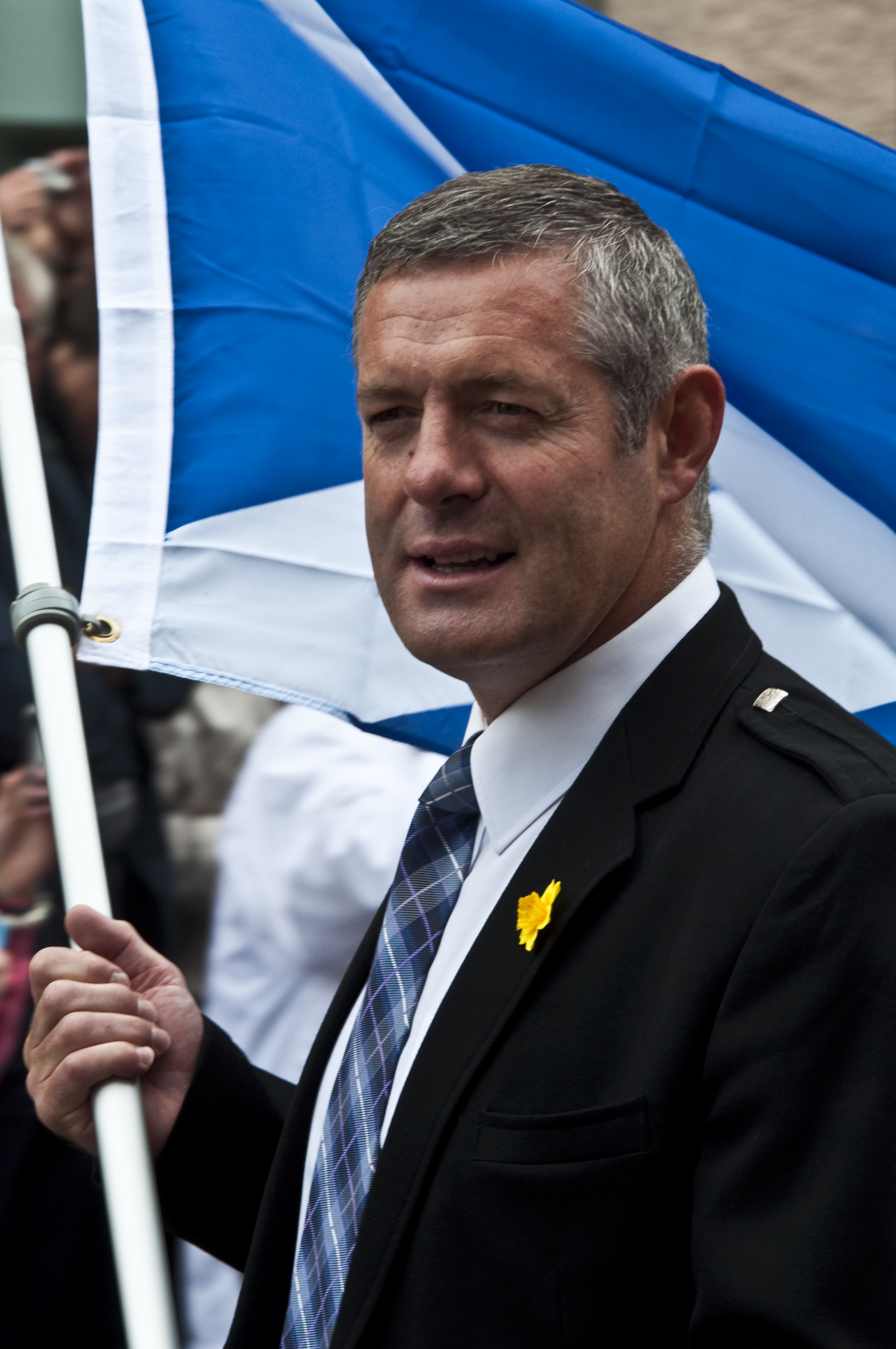
Fue el último mundial del capitán Gavin Hastings.

Telfer (55 años) fue el entrenador en jefe.
Los partidos de prueba son hasta antes del inicio del mundial y las edades son a la fecha del último partido de Escocia, 11 de junio de 1995.
|                        | Jugador           | Edad    | Posición      | Pruebas | Equipo                |
| ---------------------- | ----------------- | ------- | ------------- | ------- | --------------------- |
| Hookers y Pilares      |                   |         |               |         |                       |
|                        | Paul Burnell      | 29 años | Pilar         | 37      | London Scottish FC    |
| 1                      | Dave Hilton       | 25 años | Pilar         | 6       | Bath Rugby            |
|                        | John Manson       | 26 años | Pilar         | 1       | Dundee HSFP           |
|                        | Kevin McKenzie    | 27 años | Hooker        | 3       | Stirling County RFC   |
| 2                      | Kenny Milne       | 33 años | Hooker        | 36      | Heriot's Rugby Club   |
| 3                      | Peter Wright      | 27 años | Pilar         | 12      | Boroughmuir RFC       |
| Segundas líneas        |                   |         |               |         |                       |
|                        | Stewart Campbell  | 24 años | Segunda línea | 6       | Dundee HSFP           |
| 4                      | Damian Cronin     | 32 años | Segunda línea | 32      | Bourges Athlétic Club |
|                        | Jeremy Richardson | 31 años | Segunda línea | 1       | Edinburgh Accies      |
| 5                      | Doddie Weir       | 24 años | Segunda línea | 28      | Melrose RFC           |
| Alas y Octavos         |                   |         |               |         |                       |
| 7                      | Iain Morrison     | 32 años | Ala           | 12      | London Scottish FC    |
| 8                      | Eric Peters       | 26 años | Octavo        | 6       | Bath Rugby            |
|                        | Ian R. Smith      | 30 años | Ala           | 10      | Gloucester Rugby      |
| 6                      | Rob Wainwright    | 30 años | Ala           | 13      | West Hartlepool Rugby |
|                        | Peter Walton      | 26 años | Octavo        | 5       | Northampton Saints    |
| Medios scrums          |                   |         |               |         |                       |
|                        | Derrick Patterson | 26 años | Medio scrum   | 1       | Heriot's Rugby Club   |
| 9                      | Bryan Redpath     | 23 años | Medio scrum   | 11      | Melrose RFC           |
| Aperturas y Centros    |                   |         |               |         |                       |
| 10                     | Craig Chalmers    | 26 años | Apertura      | 43      | Melrose RFC           |
| 13                     | Scott Hastings    | 30 años | Centro        | 54      | Watsonians            |
|                        | Ian Jardine       | 30 años | Centro        | 8       | Stirling County RFC   |
| 12                     | Graham Shiel      | 24 años | Centro        | 11      | Melrose RFC           |
| Fullbacks y Wings      |                   |         |               |         |                       |
|                        | Cameron Glasgow   | 29 años | Fullback      | 0       | Heriot's Rugby Club   |
| 15                     | Gavin Hastings    | 33 años | Fullback      | 57      | Watsonians            |
| 14                     | Craig Joiner      | 21 años | Wing          | 8       | Melrose RFC           |
| 11                     | Kenny Logan       | 23 años | Wing          | 16      | Stirling County RFC   |
|                        | Tony Stanger      | 27 años | Wing          | 37      | Hawick RFC            |
| Entrenador: Jim Telfer |                   |         |               |         |                       |

## Participación

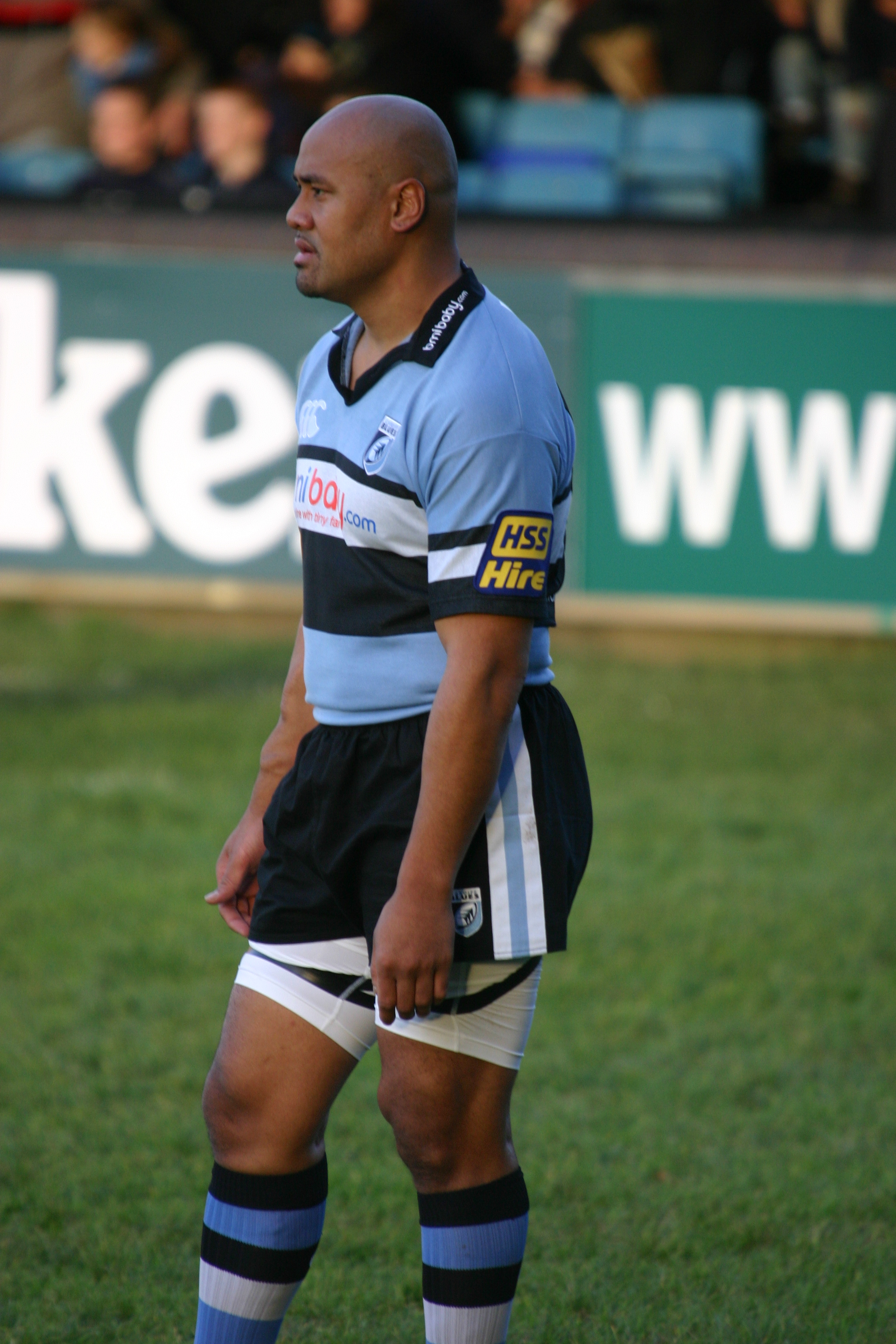
Escocia no pudo contener a Jonah Lomu, en algún momento el mejor jugador del torneo.

Escocia integró el grupo D con la debutante Costa de Marfil, Les Bleus y la dura Tonga.
La prueba contra Francia definía al ganador del grupo y evitaba enfrentar a los All Blacks, por lo que se debía vencer al técnico Pierre Berbizier y sus alineados: Louis Armary, la estrella Olivier Roumat, Marc Cécillon, Fabien Galthié, la leyenda Philippe Sella y el capitán Philippe Saint-André.

### Fase final
Los cuartos los cruzó ante la favorita Nueva Zelanda, que había eliminado a los Dragones rojos, era dirigida por Laurie Mains y formaba: el capitán Sean Fitzpatrick, Ian Jones, la estrella Zinzan Brooke, Graeme Bachop y la promesa Andrew Mehrtens. Los británicos no pudieron frenar a Jonah Lomu, pese a marcar 30 puntos y quedaron eliminados.

«Jugar contra Jonah Lomu fue la prueba más grande que hubo, más allá de que era relativamente nuevo en ese momento. Yo era demasiado rápido y no muchos se me podían escapar por afuera, pero él era fenomenalmente veloz para alguien tan grande». Craig Joiner